# Онфлёр-Довиль (кантон)
Онфлёр-Довиль (фр. Honfleur-Deauville) — кантон во Франции, находится в регионе Нормандия, департамент Кальвадос. Входит в состав округа Лизьё.

## История
Кантон образован в результате реформы 2015 года . В его состав были включены упразднённый кантон Онфлёр и часть коммун кантона Трувиль-сюр-Мер.

## Состав кантона с 1 января 2017 года
В состав кантона входят коммуны (население по данным Национального института статистики Архивная копия от 7 ноября 2021 на Wayback Machine за 2018 г.):
- Аблон (1 198 чел.)
- Барнвиль-ла-Бертран (125 чел.)
- Виллервиль (594 чел.)
- Довиль (3 595 чел.)
- Гонвиль-сюр-Онфлёр (873 чел.)
- Женвиль (832 чел.)
- Кетвиль (383 чел.)
- Крикбёф (280 чел.)
- Ла-Ривьер-Сен-Совёр (2 542 чел.)
- Ле-Тей-ан-Ож (189 чел.)
- Онфлёр (7 138 чел.)
- Пендепи (302 чел.)
- Сен-Гатьен-де-Буа (1 338 чел.)
- Трувиль-сюр-Мер (4 614 чел.)
- Тук (3 676 чел.)
- Фурнвиль (490 чел.)
- Экемовиль (1 440 чел.)

## Политика
На президентских выборах 2022 г. жители кантона отдали в 1-м туре Эмманюэлю Макрону 33,6 % голосов против 24,2 % у Марин Ле Пен и 13,5 % у Жана-Люка Меланшона; во 2-м туре в кантоне победил Макрон, получивший 58,2 % голосов. (2017 год. 1 тур: Франсуа Фийон – 30,1 %, Эмманюэль Макрон – 22,4 %, Марин Ле Пен – 20,9 %, Жан-Люк Меланшон – 14,6 %; 2 тур: Макрон – 64,4 %. 2012 год. 1 тур: Николя Саркози — 38,1 %, Франсуа Олланд — 23,2 %, Марин Ле Пен — 16,7 %; 2 тур: Саркози — 59,2 %).
С 2015 года кантон в Совете департамента Кальвадос представляют мэр города Онфлёр Мишель Ламар (Michel Lamarre) и мэр города Тук Колетт Нувель-Русло (Colette Nouvel-Rousselot) (оба – Разные правые).
|                | Кандидаты                               | Партия                   | Первый тур | Первый тур     | Второй тур | Второй тур |
| Кол-во голосов | Кандидаты                               | Партия                   | % голосов  | Кол-во голосов | % голосов  |            |
| -------------- | --------------------------------------- | ------------------------ | ---------- | -------------- | ---------- | ---------- |
|                | Мишель Ламар Колетт Нувель-Русло        | Разные правые            | 4 474      | 62,93          | 5 460      | 78,94      |
|                | Джесси Лемир Сандрин Ребуле             | Национальное объединение | 1 345      | 18,92          | 1 457      | 21,06      |
|                | Франсуаза Алле Жан-Батист де Саль Гомес | Левый блок               | 1 291      | 18,16          |            |            |

|                | Кандидаты                        | Партия             | Первый тур | Первый тур     | Второй тур | Второй тур |
| Кол-во голосов | Кандидаты                        | Партия             | % голосов  | Кол-во голосов | % голосов  |            |
| -------------- | -------------------------------- | ------------------ | ---------- | -------------- | ---------- | ---------- |
|                | Мишель Ламар Колетт Нувель-Русло | Разные правые      | 4 990      | 47,37          | 5 671      | 60,05      |
|                | Орели Данель Мишель Мареско      | Разные правые      | 3 327      | 31,58          | 3 773      | 39,95      |
|                | Иан-Мари О'Коон Людовик Томмере  | Национальный фронт | 2 218      | 21,05          |            |            |